# IC 3095
IC 3095 је спирална галаксија у сазвјежђу Береникина коса која се налази на листи објеката дубоког неба у Индекс каталогу.
Деклинација објекта је + 23° 57' 29" а ректасцензија 12h 16m 55,3s. Привидна величина (магнитуда) објекта IC 3095 износи 14,9 а фотографска магнитуда 15,6. IC 3095 је још познат и под ознакама MCG 4-29-59, CGCG 128-69, KAZ 381, KUG 1214+242, PGC 39357.